# Acronicta spinigera
Acronicta spinigera är en fjärilsart som beskrevs av Achille Guenée 1852. Acronicta spinigera ingår i släktet Acronicta och familjen nattflyn. Inga underarter finns listade i Catalogue of Life.